# ШОСО „Јелена Мајсторовић” Зајечар
ШОСО „Јелена Мајсторовић” у Зајечару основана је као Специјална основна школа Решењем скупштине Општине Зајечар од 14. априла 1968. године са циљем да обухвати лако ментално ометену децу. За потребе школе Општина је доделила зграду бивше женске основне школе. Средња школа је почела са радом 1995. године. Данашње име школа добија 1970. године.

## Историјат
Пре оснивање школе прво одељење лако ментално ометене деце почело је са радом у једној од просторија Основне школе „Миленко Брковић Црни”, садашњој „Десанки Максимовић”. Од следеће школске године ова одељења се селе у школу „Љуба Нешић” а касније и у школу „Ђура Јакшић”.
Како су школу могла да похађају само деца из Зајечара, а потреба је била и у селима па и у околним градовима, нађено је решење. Уз несебично ангажовање свих друштвених чинилаца тог времена, 1970. године донета је одлука о отварању интерната у просторијама некадашње кухиње Дома ученика стручних школа, а реализована 1972. године када интернат почиње са радом.
Осамдесетих година 20. века  школа је добила још један спрат, а ученици су добили нове учионице, савремено опремљене новим наставним средствима и училима, отворено је и одељење предшколског узраста за лако ометену децу, а ученици добијају и психолошки, логопедски и стоматолошки третман.

## Оснивање средње школе
Оснивањем средње школе по први пут уписује одељење за оспособљавање за рад. Школа се даље наставља у двогодишњу и трогодишњу а у оквиру два подручја рада: машинство и обрада метала, шумарство и обрада дрвета и графичарство. Теорију обављају у просторијама школе а праксу у Заштитној радионици „ДЕС” и предузећу „Арсеније Спасић”. Текстилство и кожарство такође почиње са радом, 1997. године. У школи су обезбеђене просторије и за текстилство и кожарство опремљене машинама и алатима.

## Награде и признања
Школа је 1988. године добила Септембарску награду града - Плакета Општине Зајечар за успешне резултате у васпитању и образовању ментално ометене деце и њиховом укључивању у живот.